# Königsturm (Bockenem)

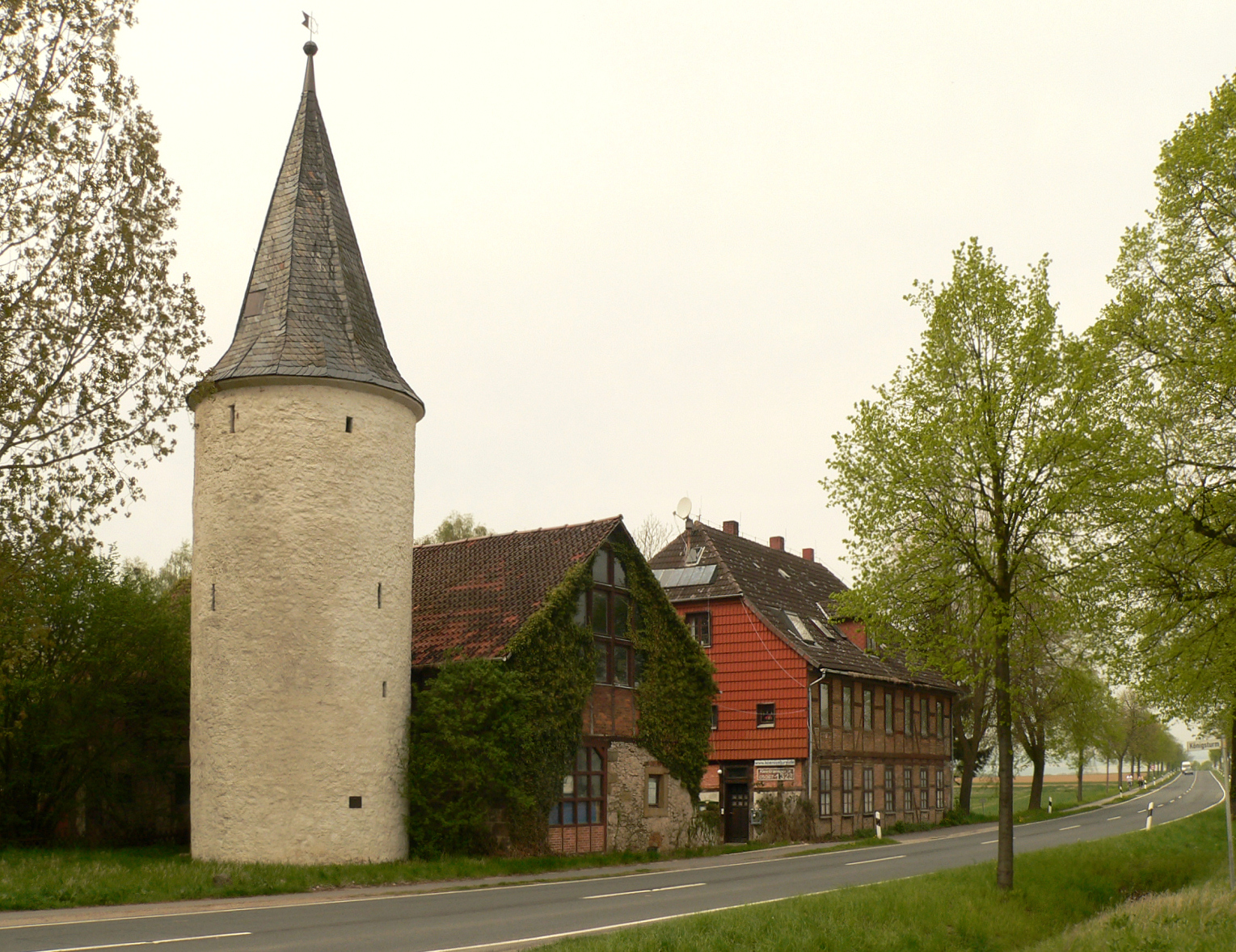
Königsturm an der B 243

Der Königsturm ist ein historischer Wehrturm, der um 1440 als Bestandteil der Zollstation der Bockenemer Landwehr errichtet wurde. Er steht an der Bundesstraße 243 zwischen Bockenem und Bornum am Harz und ist denkmalgeschützt.

## Lage
Der Königsturm befindet sich mitten im Ambergau direkt am Königsweg (Via Regia), unweit der alten Kaiserpfalz Dahlum. Von dieser Straße stammt auch sein Name. – Nach Norden sind es etwa 60 Kilometer bis Hannover und nach Süden 60 Kilometer bis Göttingen.

## Geschichte
Der Bau des Turmes erfolgte auf Antrag des Rates der Stadt Bockenem an den Hildesheimer Fürstbischof Johann III. von Hoya im Jahre 1412: Der Bischof gab die Genehmigung zur Befestigung der südlichen Landesgrenze des Fürstentums Hildesheim gegen das Fürstentum Braunschweig-Wolfenbüttel durch die Bockenemer Landwehr. Dadurch wollten die Bockenemer Bürger sich und ihre Viehherden auch außerhalb der Stadtmauern vor Überfällen und Plünderungen schützen.
Bis 1444 wurden fünf Wehrtürme mit angeschlossenen Zollstationen an den ins braunschweigische Land führenden Straßen errichtet, darunter der Königsturm, der als einziger der fünf Türme erhalten geblieben ist. Entlang der Grenze entstand die Bockenemer Landwehr als etwa 20 Meter breite undurchdringliche Dornenhecke, die in der Mitte durch einen Graben getrennt war. Während der Nacht waren die hölzernen Grenztore verriegelt. Die Wächter erhoben am Königsturm Handelszölle, bis nach der Hildesheimer Stiftsfehde (1519 bis 1523) der Königsturm braunschweigisch wurde und die Zollschranken wegfielen.
Im Jahre 1643, während des Dreißigjährigen Kriegs, kam der Königsturm wieder zum Hochstift Hildesheim und diente wieder als Zollstation. Als 1802 das Hochstift seine Souveränität an Preußen verlor, wurde der Königsturm preußisch. Dadurch fielen die Handelszölle weg, aber Wegezölle waren weiterhin fällig. Das um 1800 errichtete neue Gebäude der Zollstation war nun nutzlos und diente als Wohnhaus sowie Gastwirtschaft, die noch bis 1925 betreiben wurde. Im 20. Jahrhundert gab es hier eine Kegelbahn und öffentliche Tanzveranstaltungen am Wochenende.
Das alte Zollhaus wurde zur Scheune. Dieser Zustand hielt an, als Napoléon Bonaparte 1807 seinem Bruder Jerome das Königreich Westphalen (Royaume Westphalie) mitsamt dem Königsturm schenkte. Von 1813 bis 1815 gehörte der Königsturm zum Kurfürstentum Hannover. Nach dem Wiener Kongress 1815 kam er zum neu entstandenen Königreich Hannover und markierte die Landesgrenze zum Herzogtum Braunschweig. Der Deutsche Krieg 1866 führte zur Auflösung des Königreichs Hannover und zur Bildung der preußischen Provinz Hannover. Damit war auch der Königsturm wieder preußisch. Seit 1946 gehört der Königsturm zum Bundesland Niedersachsen.
1995/96 wurde der Turm aufwändig restauriert.
Im Jahr 2004 wurde das 560-jährige Bestehen des Turms gefeiert.